# 16 بناية (فلم)
16 بناية: هو فيلم جريمة أُنتج في 2006 من إخراج ريتشارد دونر، بلغت ميزانية إنتاج الفيلم 52 مليون دولار. وقد حقق نجاحا جماهيريا معقولا حيث جمع 66 مليون دولار من شباك التذاكر حول العالم كما ترشح الممثل موس ديف عن دوره في الفيلم لجائزة أحسن ممثل مساعد من جوائز الممثلين أصحاب البشرة السمراء.

## القصة
المحقق جاك موسلي، شرطي يعاني من إدمانه للخمر، بعد يوم عمل شاق لم يتمكن فيه سوى الوصول إلى بيته للاسترخاء، إلا أنه لم يدرك أنه سيعيش يوما فريدا من نوعه؛ حيث تم تكليفه بمهمة في اللحظة الأخيرة، وهي مرافقة الشاهد «إيدي بانكر» من قسم الشرطة وحتى المحكمة، والتي لا تبعد عن القسم سوى بـ 16 شارع فقط، إلا أن تلك المسافة التي تبدو بسيطة وقصيرة حيث لا تستغرق أكثر من 10 دقائق عادة ستصبح أطول مسافة يمكن جاك أن يقطعها، خاصة وأنه يرافق شاهدا يبدو أن الجميع يريدونه مقتولا. وما يزيد الأمر صعوبة هو ما يكتشفه جاك من أن إيدي بانكر هو شاهد في قضية ضد زملاء جاك الضباط، فيتعين على جاك الاختيار بين واجبه المهني وولائه لزملائه في العمل.

## وصلات خارجية
- مقالات تستعمل روابط فنية بلا صلة مع ويكي بيانات